# Ford Festiva
Ford Festiva – samochód osobowy klasy miejskiej produkowany pod amerykańską marką Ford w latach 1986 – 2002. 

## Pierwsza generacja

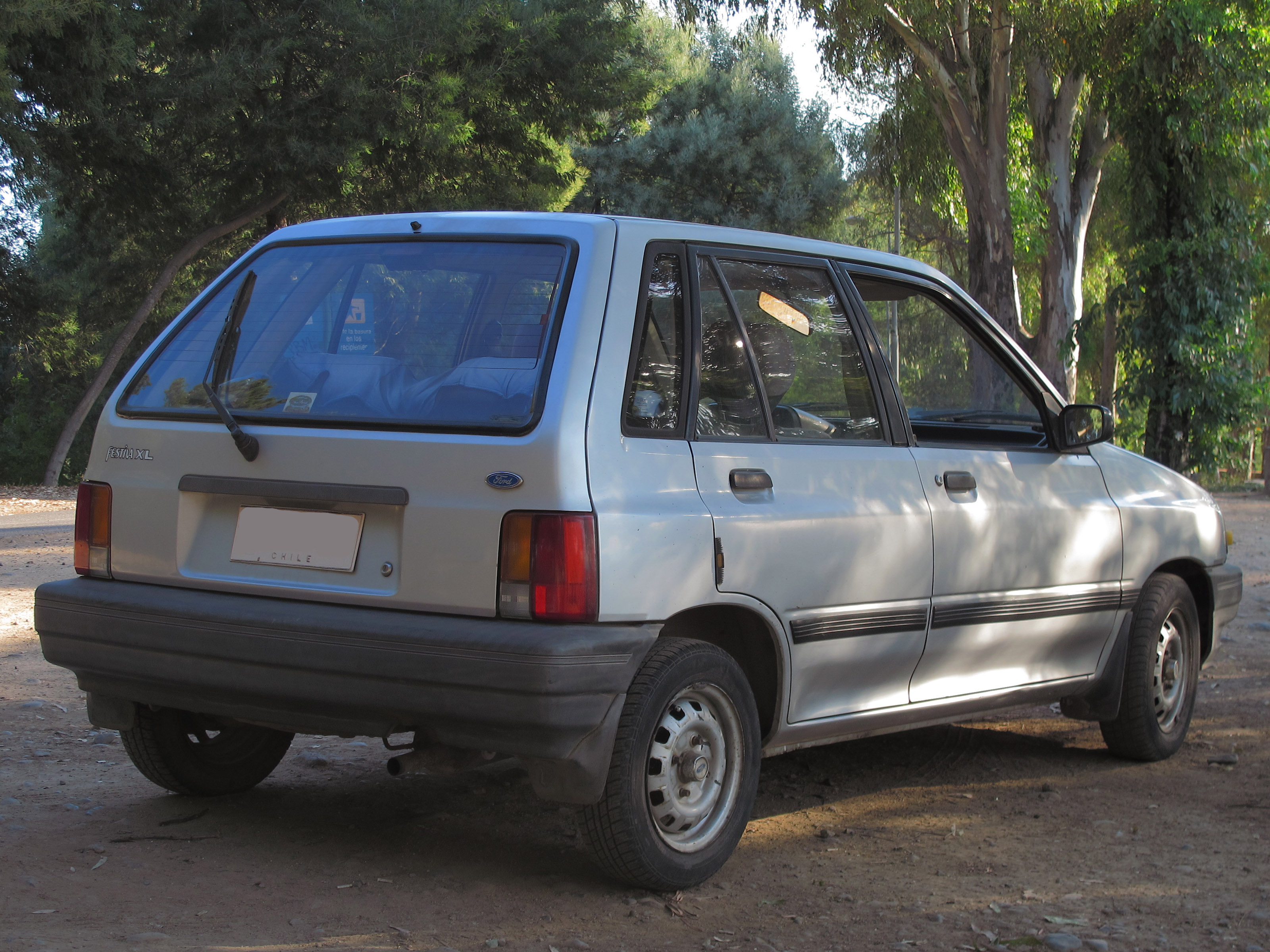
Ford Festiva I - tył

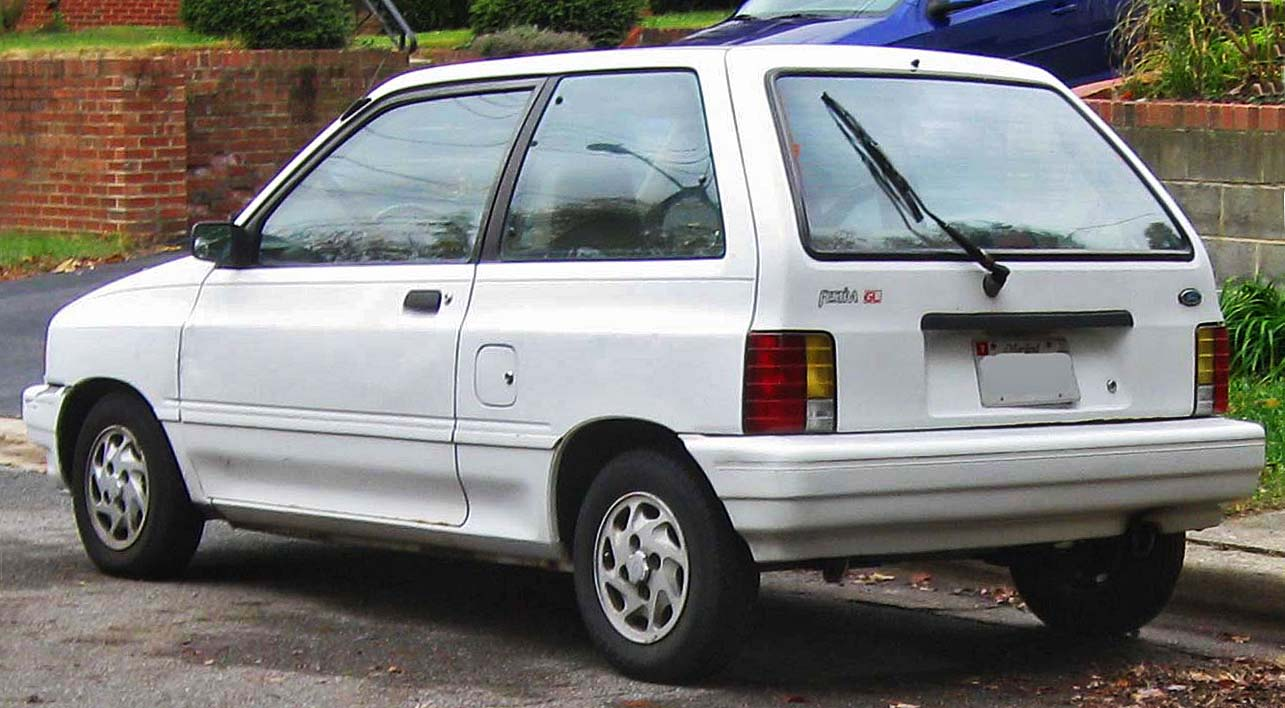
Ford Festiva I 3D

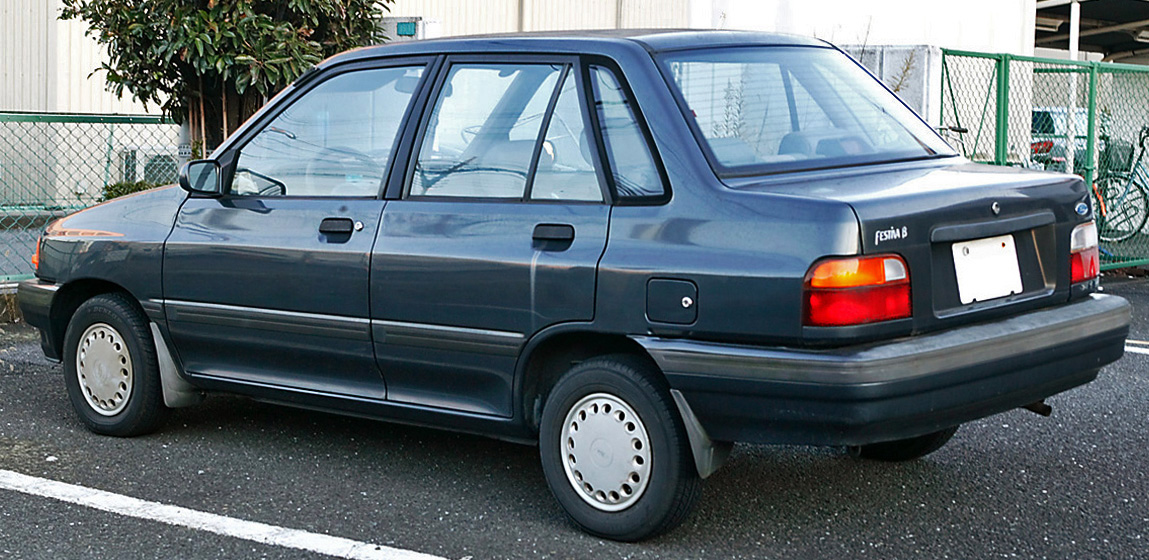
Ford Festiva I Sedan

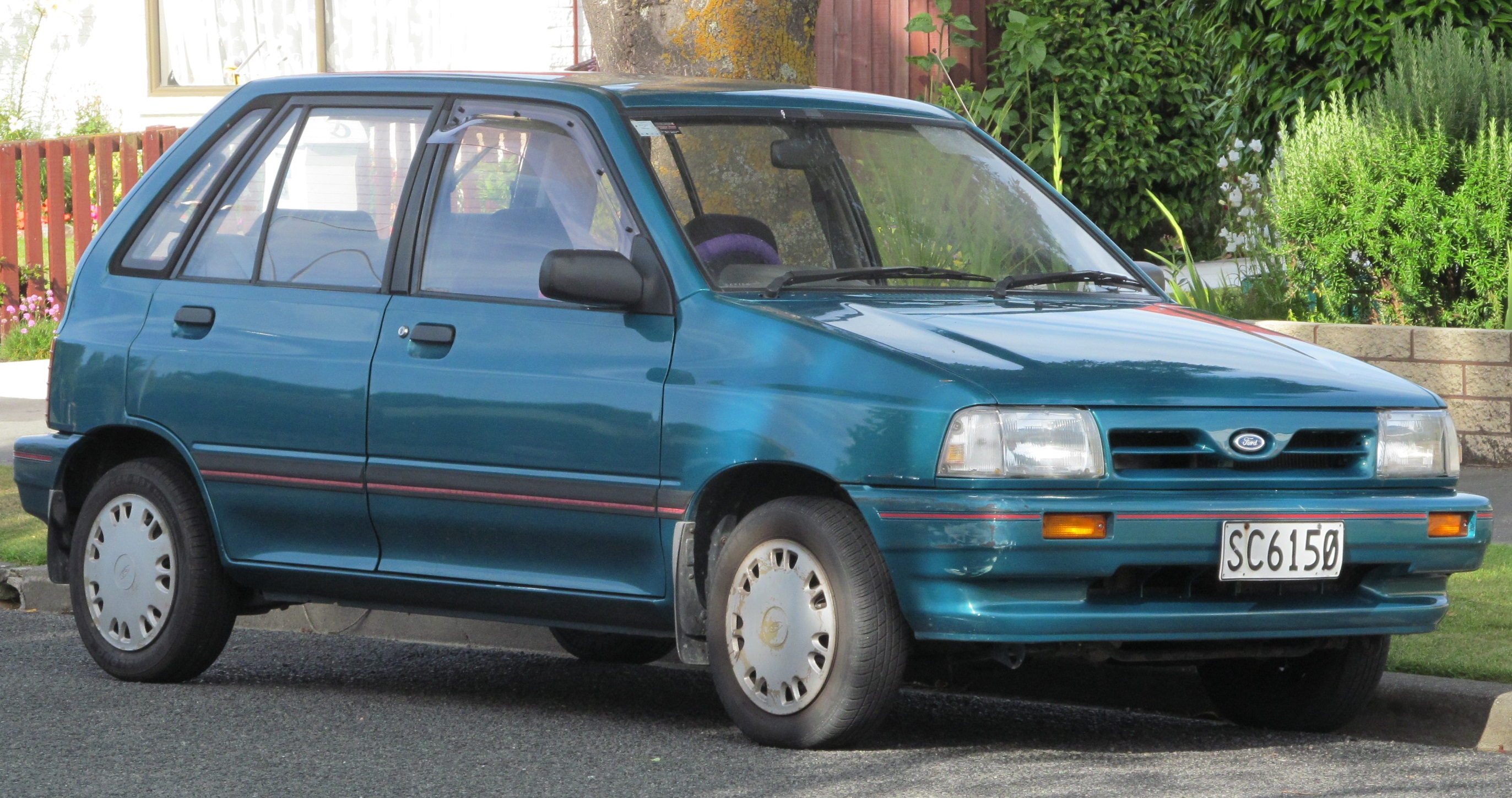
Ford Festiva I po liftingu

Ford Festiva I został zaprezentowany po raz pierwszy w 1986 roku.
W połowie lat 80. Ford razem z Mazdą postanowił zawrzeć umowę o współpracy z koreańską marką Kia. W jej ramach opracowano wspólnie miejski samochód z myślą o rynkach ogólnoświatowych, którego produkcja ulokowana została w południowokoreańskiej fabryce w mieście Gwangmyeong. Pod maską znalazły się jednostki napędowe konstrukcji Mazdy z serii B engine. 
Nadwozie Forda Festiva I zostało utrzymane w charakterystycznych proporcjach łączących kanciaste kształty z licznymi zaokrągleniami. Oferta nadwoziowa samochodu znacznie różniła się w zależności od rynku zbytu - sam Ford oferowany był na światowych rynkach jedynie jako 3 i 5-drzwiowy hatchback, za to na wybranych rynkach Azji na czele z japońskim gamę poszerzył 4-drzwiowy sedan. Specjalnie z myślą o rynku europejskim, Kia postanowiła z kolei wzbogacić ofertę wersji nadwoziowych o 5-drzwiowe kombi.

### Lifting
W 1990 roku Ford przeprowadził drobną modernizację Festivy I, która objęła jedynie kolor zderzaków i wypełnienie atrapy chłodnicy. Modernizacja dotyczyła Festivy na wszystkich światowych rynkach.

### Sprzedaż
Forda Festiva pierwszej generacji przeznaczono do sprzedaży w Ameryce Północnej, Ameryce Południowej, Australii i Nowej Zelandii oraz Azji. Z kolei bliźniaczą Mazdę 121 oferowano w tylko w Australii i Nowej Zelandii oraz Europie. Trzecia z bliźniaczych konstrukcji, Kia Pride, powstała z kolei z myślą przede wszystkim o rynku europejskim.
W 1993, ostatnim roku produkcji Festivy I, irański koncern samochodowy SAIPA zakupił licencję od zarządzającej fabryką modelu Kii na dalszą produkcję miejskiego samochodu pod własną marką. Początkowo nosił on nazwę SAIPA Pride, dzieląc z koreańską Kią Pride 85% części. W 2003 roku irański producent zdecydował się zmodyfikować konstrukcję samochodu, wprowadzając modyfikację w stylistyce i nowe wersje nadwoziowe - 4-drzwiowego sedana identycznego ze znanym z Japonii Fordem Festiva Beta oraz 5-drzwiowego liftbacka, nie mającego odpowiednika. Każda z nich nosiła różne nazwy - głównie SAIPA Saba i SAIPA Nasim. Z czasem samochód przeszedł kilka głębokich modernizacji, pozostając w produkcji aż do stycznia 2020 roku.

#### Silniki
- R4 1.2 Mazda B1 54 KM
- R4 1.3 Mazda BJ 72 KM
- R4 1.3 Mazda B3 88 KM

## Druga generacja

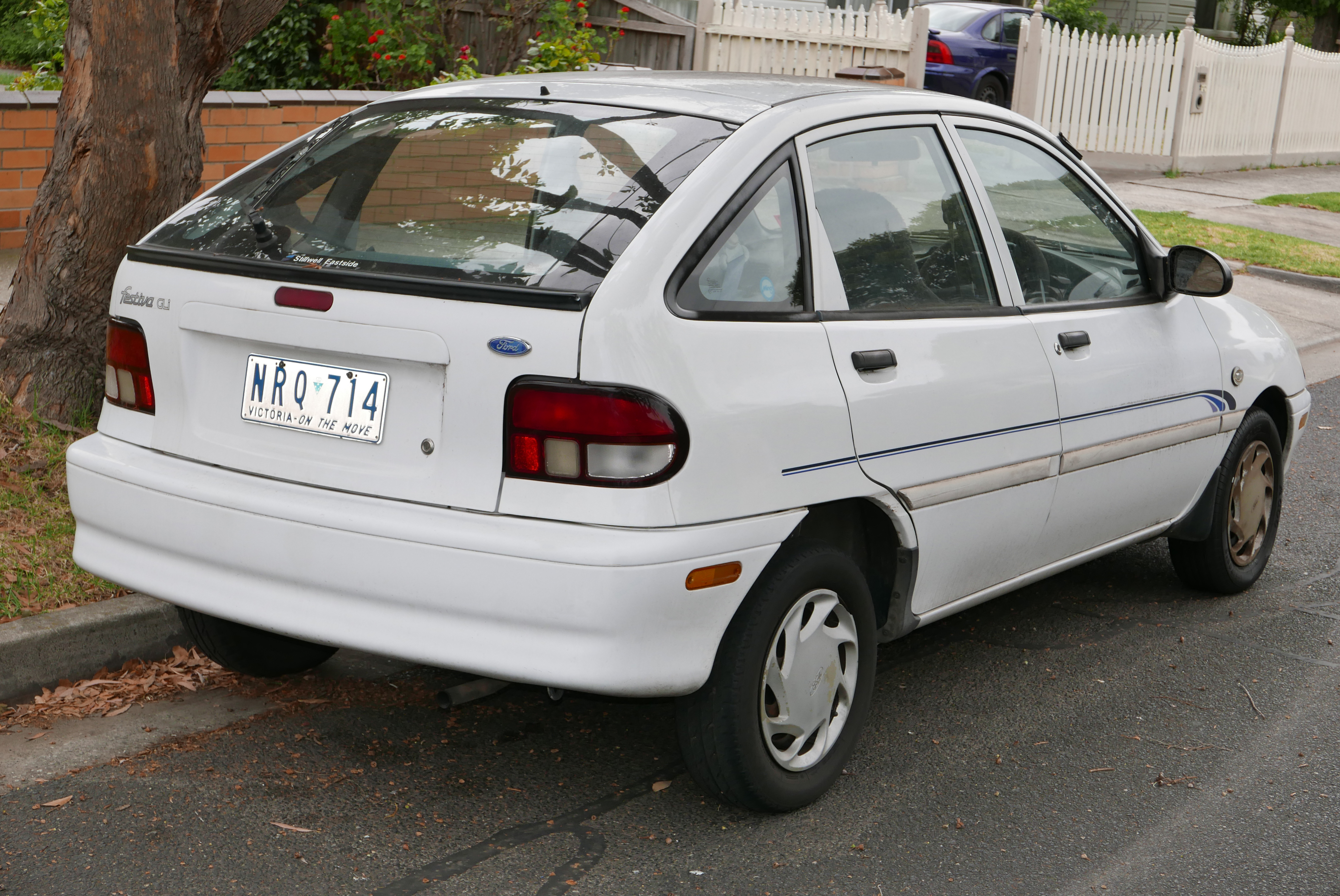
Ford Festiva II - tył

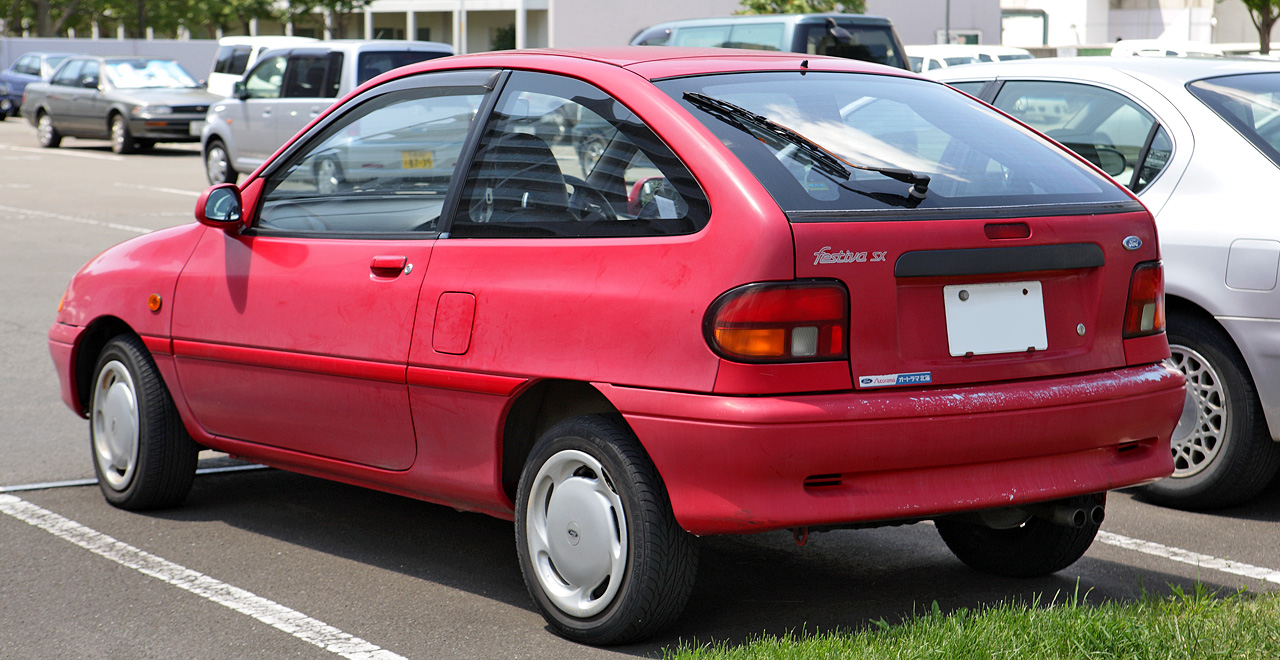
Ford Festiva II 3D

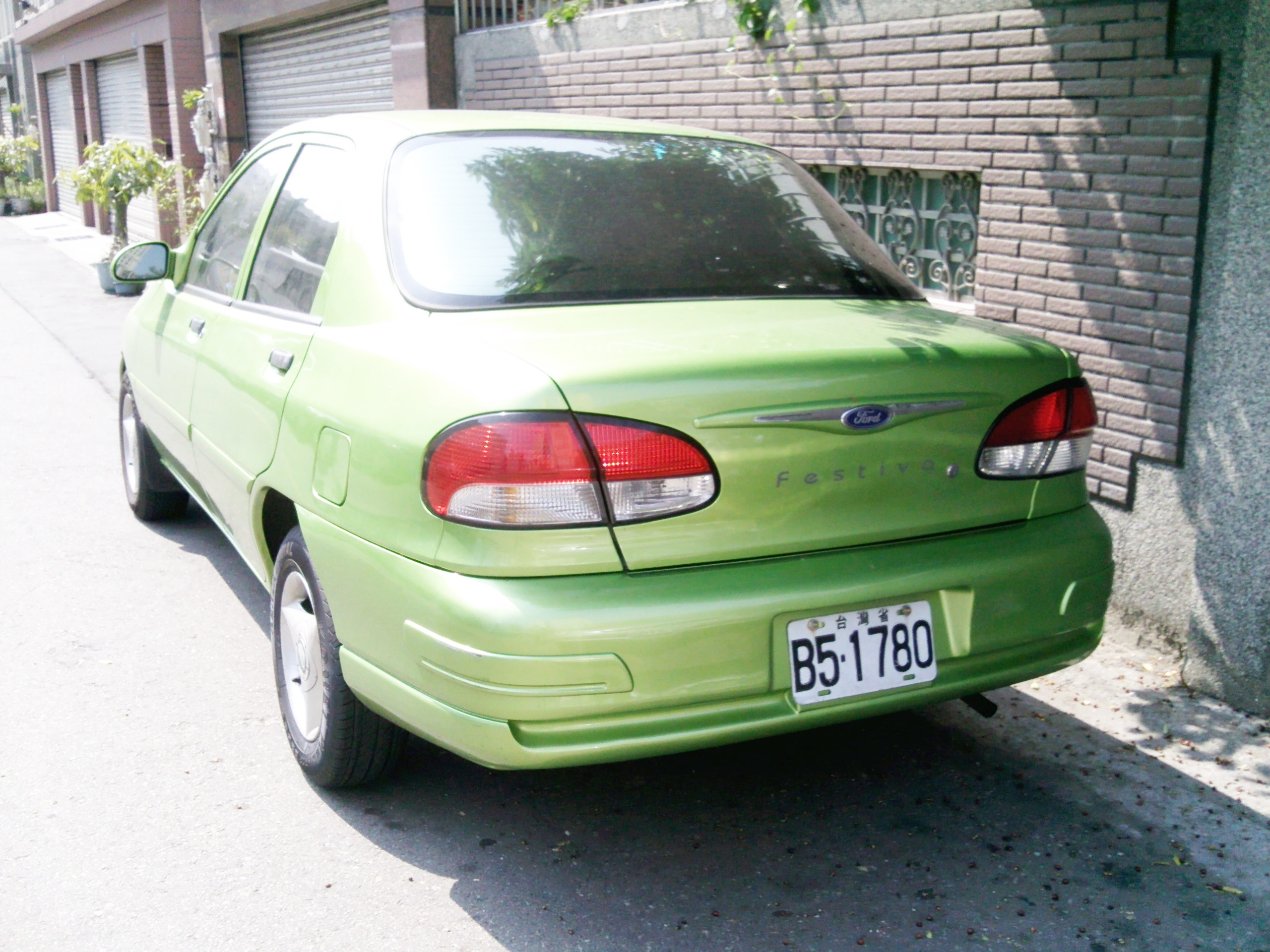
Ford Festiva II Sedan

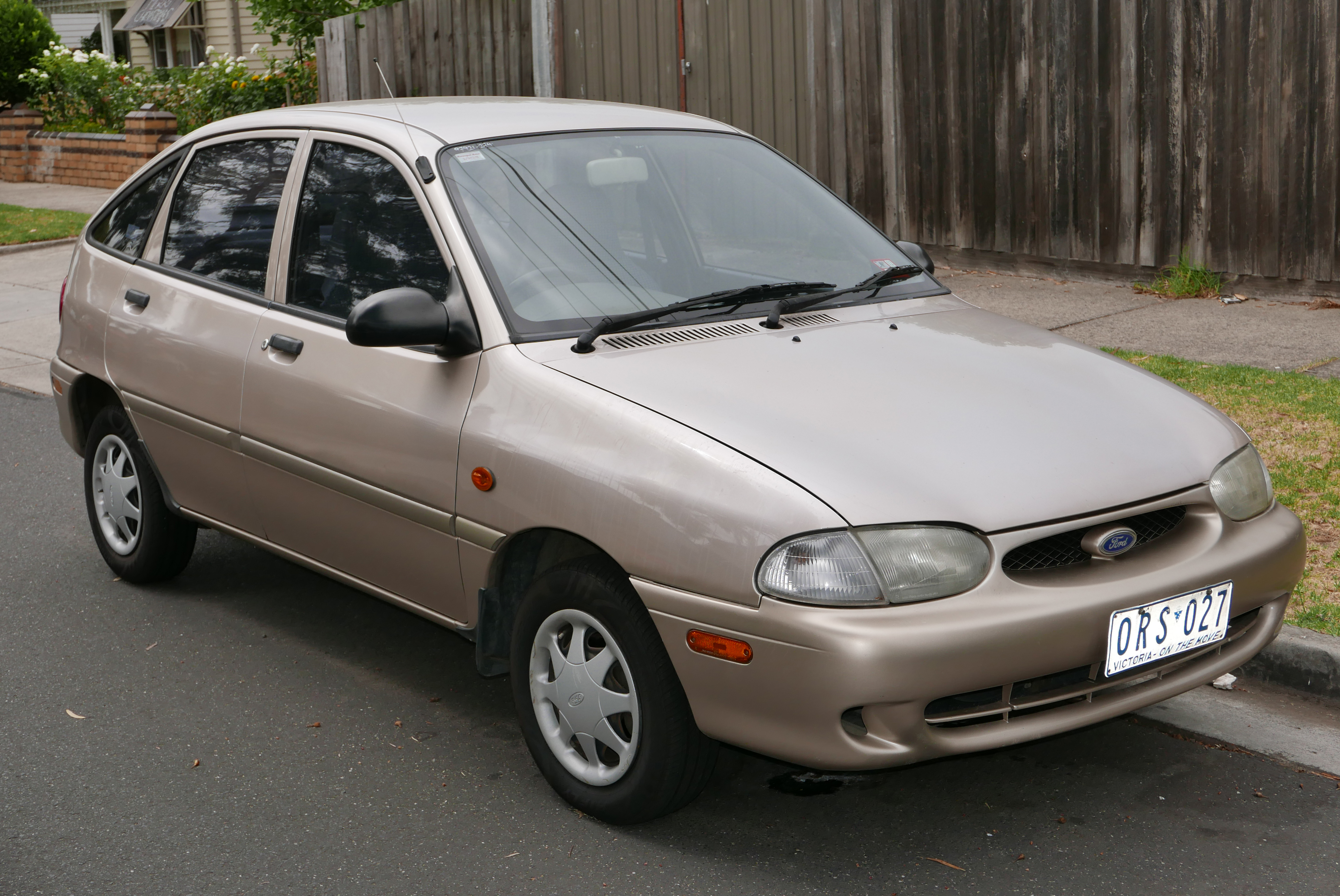
Ford Festiva II po liftingu

Ford Festiva II został zaprezentowany po raz pierwszy w 1993 roku.
Po zakończeniu produkcji pierwszej generacji Festivy, Mazda postanowiła zakończyć współpracę i samodzielnie opracować następcę modelu 121. Z kolei Ford zdecydował się na kontynuację współpracy z Kią, tworząc drugie wcielenie Festivy wraz z bliźniaczą Kią Avella. Samochód przeszedł gruntowną metamorfozę, stając się wyraźnie większym pod każdym kątem - szczególnie długości nadwozia, gdzie przybyło ponad 500 centymetrów. Zmienił się też kształt nadwozia, które stało się bardziej zaokrąglone, a ponadto zyskało charakterystyczny, ścięty pod kątem tył ze szybą umieszczoną pod kątem.

### Lifting
W 1997 roku Ford Festiva II przeszedł drobną modernizację, w ramach której pojawił się nowy, bardziej zaokrąglony kształt reflektorów. Ponadto zmodyfikowano kształt zderzaków, a ponadto pojawiła się nowa atrapa chłodnicy.

### Sprzedaż
W porównaniu do poprzednika, zasięg drugiej generacji został drastycznie ograniczony. Jako Festiva II, Ford sprzedawał ten samochód jedynie na rynku Australii i Nowej Zelandii oraz Tajwanu. Specjalnie dla tego ostatniego rynku, ofertę nadwoziową poszerzono o wersję sedan. W przypadku Ameryki Północnej, zdecydowano się zastosować nową nazwę Ford Aspire, gdzie samochód był sprzedawany jako 5-drzwiowy hatchback do 1997 roku. Z kolei pod marką Kia, model Avella przeznaczony został na wewnętrzny rynek Korei Południowej oraz nieliczne kraje świata, jak Malta. 

### Silnik
- R4 1,3 l (1324 cm³), 2 zawory na cylinder, SOHC
- Układ zasilania: b/d
- Średnica cylindra × skok tłoka: 71,00 mm × 83,60 mm
- Stopień sprężania: 9,7:1
- Moc maksymalna: 64 KM (47 kW) przy 5000 obr./min
- Maksymalny moment obrotowy: 100 Nm przy 3000 obr./min

## Trzecia generacja

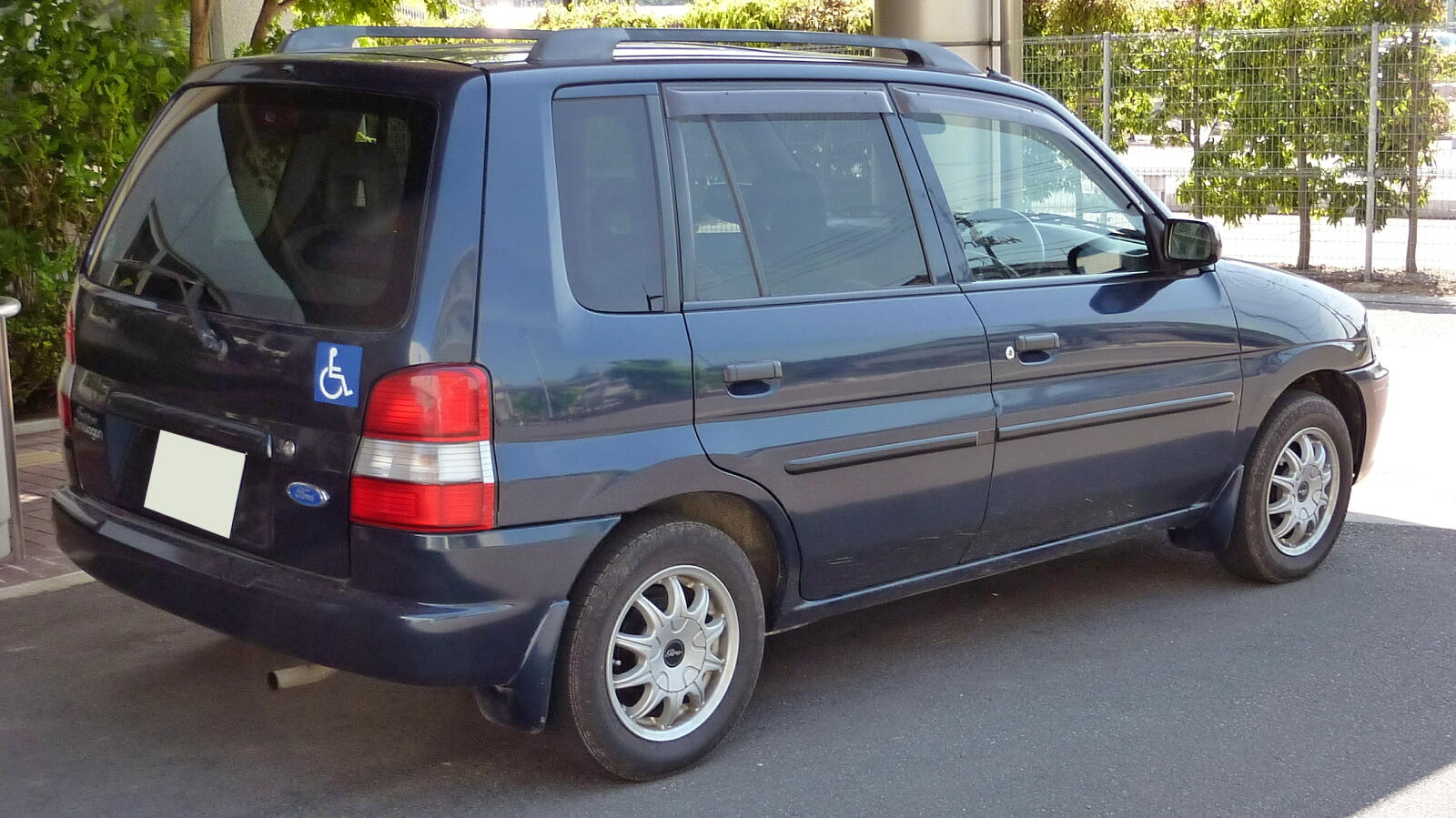
Ford Festiva Mini Wagon - tył

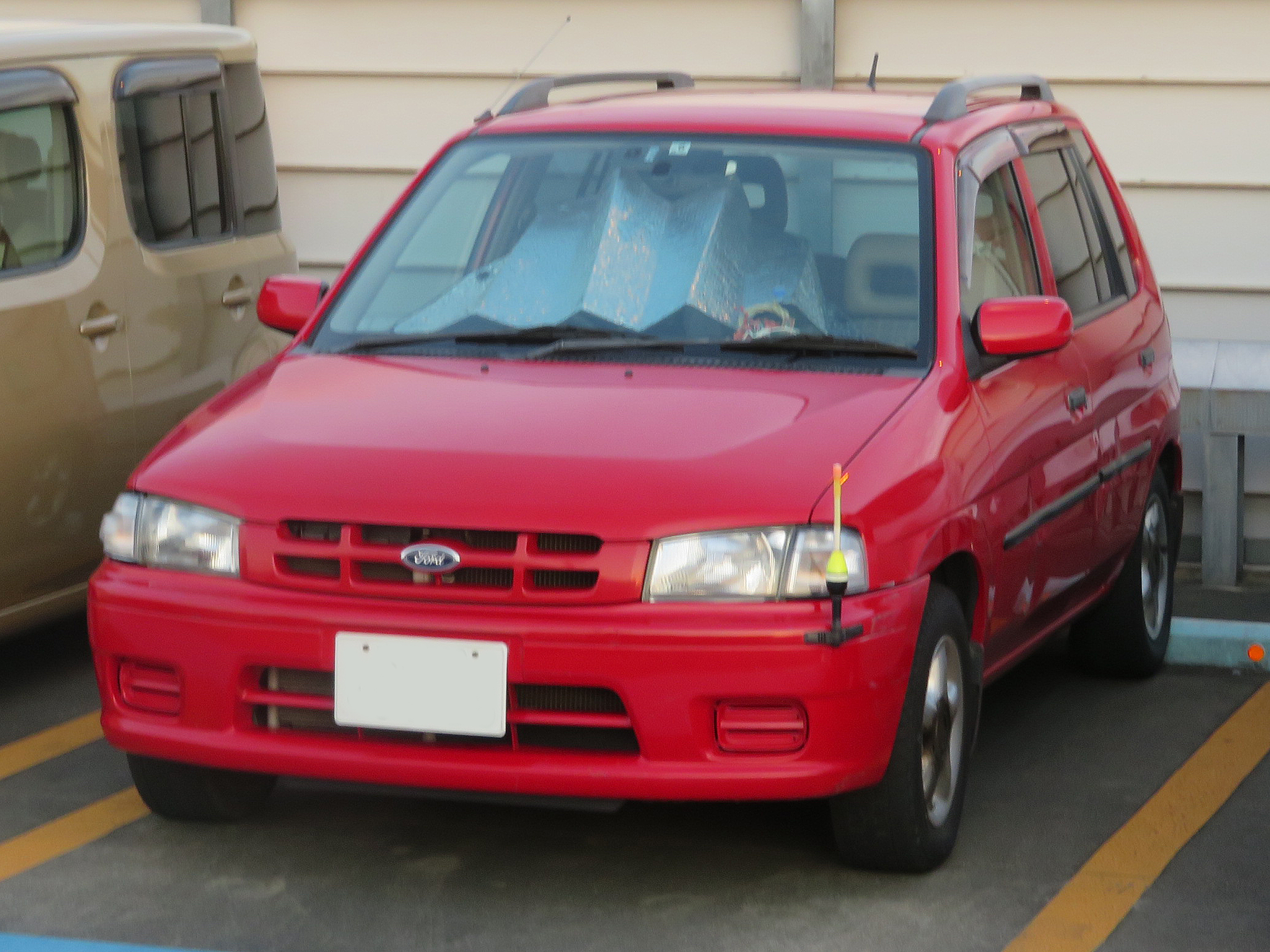
Ford Festiva Mini Wagon S

Ford Festiva III został zaprezentowany po raz pierwszy w 1996 roku.
Po tym, jak trwająca do 2000 roku produkcja Festivy drugiej generacji na potrzeby rynku japońskiego została przedwcześnie zakończona w 1996 roku, japoński oddział Forda zdecydował się opracować trzecią generację modelu w nowej koncepcji na potrzeby lokalnego rynku. Samochód otrzymał dłuższą nazwę z dopiskiem Mini Wagon i objęła go polityka oparcia japońskiej oferty Forda na bliźniaczych konstrukcjach względem modeli Mazdy. W ten sposób Festiva trzeciej generacji oferowana wyłącznie w Japonii była identyczna z równolegle sprzedawaną Mazdą Demio, różniąc się jedynie znaczkami.
W czasie, gdy na światowych rynkach produkcja Festivy została zakończona w 2000 roku, Ford Japan produkował Festivę Mini Wagon jeszcze przez 2 lata, do 2002 roku. Następnie samochód wycofano ze sprzedaży, zastępując go podobnie jak na innych rynkach opracowanym w Europie Fordem Fiestą.

### Silniki
- L4 1.3l B3-ME
- L4 1.5l B5-ME